# سید محمدعلی عسگری
سیدمحمدعلی عسگری سیاست‌مدار ایرانی بود، که در  دوره بیست و سوم  به‌عنوان نماینده گرگان در مجلس شورای ملی حضور داشت.